# Уури
У́ури, ранее также У́ри (эст. Uuri) — деревня на севере Эстонии в волости Куусалу, уезд Харьюмаа. 

## География и описание
Расположена в 39 километрах к востоку от Таллина, на берегу залива Колга. Расстояние до волостного центра — посёлка Куусалу — 9 км. Высота над уровнем моря — 38 метров.
Климат — умеренный. Официальный язык — эстонский. Почтовый индекс — 74625.

## Население
По данным переписи населения 2021 года, в Уури проживали 155 человек, из них 151 (97,4 %) — эстонцы.
Численность населения деревни Уури по данным переписей населения:
| Год  | 1959 | 1970  | 1979  | 1989  | 2000  | 2011  | 2021  |
| ---- | ---- | ----- | ----- | ----- | ----- | ----- | ----- |
| Чел. | 107  | ↘ 102 | ↗ 126 | ↗ 132 | ↘ 114 | ↗ 138 | ↗ 155 |

## История
В письменных источниках 1241 года (в Датской поземельной книге) упоминается Ueri, 1259 года — Ugri, 1290 года — Ughri, 1547 года — Uhry, 1689 года — Uhre, 1798 года — Uri.
В 1241 году деревня принадлежала цистерцианцам монастыря Гутвалия (Guthvalia). Во второй половине XIX века семьи деревни были расселены из-за слишком большой плотности населения в центре поселения. После большого пожара 1886 года на отмеренных участках были построены новые дома. Планировка деревни в основном была нерегулярной, рассеянной, в западной части — уличной. 
В 1977—1997 годах частью Уури была деревня Пудисоо.